# Дневник вампирши
«Дневник вампирши» (англ. Vampire Diary) — фильм 2007 года режиссёров Марка Джеймса и Фила О’Шея.

## Сюжет
Холли снимает документальный фильм о жизни готов. На одном из концертов она знакомится с Викки. Между ними начинается роман. Викки признаётся, что она вампирша, но Холли не верит до тех пор, пока подруга не показывает записанное на видео нападение на их общего знакомого — Брэда, у которого она пьёт кровь. Холли поражена, но не в силах расстаться с любимой, Викки первая, кто показал интерес к её внутреннему миру. Она помогает Викки избавиться от трупа Брэда. Викки рассказывает ей свою историю.
Вскоре выясняется, что Викки беременна, после того, как её изнасиловал мужчина-вампир в Испании несколько месяцев назад. Но даже это не смогло нарушить чувств Холли. Они похищают из больницы свежую кровь, чтобы Викки могла питаться без убийств людей. Однако это помогает ненадолго. Скоро убийства продолжаются, и полиция подбирается всё ближе и ближе. Девушки прячутся в домике на берегу. Там рождается ребёнок. Полиция находит их. Холли вынуждена взять ребёнка себе, а Викки отправляется в тюрьму.

## Актёрский состав
| В ролях            |  | Персонаж    |
| ------------------ |  | ----------- |
| Анна Уолтон        |  | Викки       |
| Морвен Макбет      |  | Холли       |
| Джеми Томас Кинг   |  | Адам        |
| Кейт Сиссонс       |  | Хейз        |
| Джастин Макдональд |  | Брэд        |
| Кейт-Ли Касл       |  | Эдди Строуд |